# Jake Shimabukuro
Jake Shimabukuro (3 de novembro de 1976, em Honolulu, Havaí) é um compositor e ukulelista virtuoso havaiano, conhecido por sua notória habilidade e velocidade com o ukulele. Sua música combina elementos de jazz, blues, funk, rock, bluegrass, música clássica, folk e flamenco. Shimabukuro escreveu numerosas composições originais, incluindo a trilha sonora inteira de dois filmes japoneses, Hula Girls: Um Paraíso Havaiano (2007) e o remake japonês de Sideways - Entre Umas e Outras (2009). 
Conhecido no Havaí e no Japão durante sua carreira solo no início dos anos 2000, Shimabukuro tornou-se famoso internacionalmente em 2006, quando um vídeo dele interpretando uma versão virtuosística de "While My Guitar Gently Weeps" foi postado no YouTube sem seu conhecimento e se tornou um dos primeiros vídeos virais nesse site. Seus compromissos de shows, colaborações com músicos lendários, aparições na mídia e produção musical aumentaram desde então. Em 2012, um documentário premiado foi lançado rastreando sua vida, carreira e música, intitulado Jake Shimabukuro: Life on Four Strings ; foi exibido em vários festivais, transmitido repetidamente na PBS e lançado em DVD.

## Formação inicial e carreira como membro da banda
A mãe de Shimabukuro deu-lhe um ukulele aos quatro anos e ele rapidamente se interessou pelo instrumento, tocando muitas horas por dia. Sua mãe, uma talentosa cantora e ukulelista, foi sua primeira professora, e ele também teve aulas por sete anos com Tami Akiyami no Roy Sakuma Studios.
Uma japonesa de quinta geração, Shimabukuro inicialmente ganhou atenção no Havaí em 1998 como membro do Pure Heart, um trio com Lopaka Colón (percussão) e Jon Yamasato (guitarra / vocal). Shimabukuro estava trabalhando em uma loja de música em Honolulu quando o grupo lançou seu primeiro álbum homônimo , que lhes rendeu quatro Na Hoku Hanohano Awards (o equivalente havaiano do Grammy Awards) da Academia de Artes da Gravação do Havaí: Island Contemporary Album of the Year, Artista Mais Promissor, Álbum do Ano e Entretenimento Favorito do Ano, este último determinado pelo voto público irrestrito. O álbum Pure Heart, também foi nomeado um dos 50 melhores álbuns havaianos de todos os tempos pela Honolulu Magazine.
No ano seguinte, eles lançaram o Pure Heart 2 , que lhes valeu outro prêmio Hoku para o álbum Island Contemporary of the Year. Yamasato deixou o grupo, e Shimabukuro e Colón formaram outro grupo, Colón, nomeado em homenagem ao pai de Colón, o famoso percussionista Augie Colón. O novo guitarrista / vocalista para substituir Yamasato foi Guy Cruz, e Andrew McLellan se juntou no baixo. O novo grupo Colón lançou um álbum, The Groove Machine (2000), e ganhou o Hoku Award de Artista Favorito do Ano em 2001.

## Carreira solo
Shimabukuro decidiu seguir carreira solo quando Colón se separou no início de 2002. Com a ajuda de seu gerente recém-adquirido, o japonês Kazusa Flanagan, em junho de 2002 ele se tornou o primeiro artista do Havaí a assinar um contrato de gravação com a Epic Records International. uma divisão da Sony Music Japan International. Shimabukuro excursionou extensivamente no Japão - uma prática que ele ainda continua - e desde o início seus álbuns receberam extensas versões de rádio em várias estações de rádio japonesas. Ele também lançou inúmeros CDs do Japão: Skyline (2002), Haruyo Koi (2007), Yeah (2008), Ichigo Ichie (2008),Annon (2009), The Music of Sideways (2009), Do Outro Universo (2009), Aloha To You (2011), Ukulele X: Coleção 10º Aniversário (2011), Ukulele Disney (2012). Em 2008, um livro fotográfico biográfico de 120 páginas sobre Shimabukuro foi publicado no Japão.
A Sony Japan, no entanto, lança apenas a música de Shimabukuro no Japão e, para lançar a música no Havaí, criou a gravadora Hitchhike Records. Entre 2002 e 2005, Shimabukuro lançou quatro álbuns dos EUA como intérprete solo: Sunday Morning (2002), Crosscurrent (2003), Walking Down Rainhill (2004) e Dragon (2005). Todos eles, exceto Dragão venceu os dois Hoku Prêmios Na e Havaí Music Awards , e Dragão ganhou o Prêmio de Música Havaí para Melhor Álbum de Rock e alcançou a posição # 5 na Billboard's Top World Albums Música em 2005. Como artista solo, Shimabukuro experimentou usar pedais de efeito para criar novos sons que poucos associariam a um ukulele.
Em 2005, ele conseguiu um acordo de distribuição em todo o país para sua gravadora Hitchhike Records, que anteriormente havia sido confinada ao mercado do Havaí. Em 2005, ele também fez sua primeira turnê nacional nos EUA, e lançou um DVD de segmentos instrucionais, filmagens de shows e entrevistas chamado Play Loud Ukulele.

## Discografia

### CDs
with Pure Heart
- Pure Heart (1999)
- Pure Heart 2 (1999)
- Pure Heart 2.5 (1999) (Christmas album)

with Colón
- The Groove Machine (2000)

Solo career
- Sunday Morning (2002)
- Crosscurrent (2003)
- Walking Down Rainhill (2004)
- Dragon (2005)
- Gently Weeps (2006)
- Hula Girls (2007) (film soundtrack)
- My Life (2007)
- Live (2009)
- Peace Love Ukulele (2011)
- Grand Ukulele (2012)
- Travels (2015)
- Live in Japan (2016)
- Nashville Sessions (2016)
- The Greatest Day (2018)
- Trio (2020)

Japan-only releases
- Skyline (2002)
- Haruyo Koi (2007)
- Yeah (2008)
- Ichigo Ichie (2008)
- Annon (2009)
- The Music of Sideways (2009) (film soundtrack to the 2009 Japanese remake of Sideways, composed by Shimabukuro)
- Across the Universe (2009)
- Aloha To You (2011)
- Ukulele X: 10th Anniversary Collection (2011)
- Ukulele Disney (2012)